# Hiroko Shimabukuro
 (septembre 2024).
Si vous disposez d'ouvrages ou d'articles de référence ou si vous connaissez des sites web de qualité traitant du thème abordé ici, merci de compléter l'article en donnant les références utiles à sa vérifiabilité et en les liant à la section « Notes et références ».
hiro, nom de scène de Hiroko Shimabukuro (島袋寛子, Shimabukuro Hiroko, née le 7 avril 1984 à Ginowan, sur l'île d'Okinawa, au Japon), est une chanteuse japonaise, en solo et en tant que membre du groupe de J-pop SPEED, le groupe féminin le plus vendeur du Japon.

## Biographie
Elle débute à 12 ans en 1996 avec SPEED, en tant que l'une des deux chanteuses principales du quatuor, puis sort son premier single en solo à 15 ans en 1999, un succès avec 800 000 exemplaires vendus. SPEED se sépare en mars 2000, officieusement à sa demande pour mener sa carrière en solo, et elle en reste l'ex-membre la plus populaire. En parallèle, elle chante aussi au sein du "projet jazz" Coco d'Or de 2004 à 2006. Après deux reformations provisoires en 2001 et 2003, SPEED annonce son retour permanent en septembre 2008. Le groupe est mis en pause en 2013 à la suite du retrait officieux d'un de ses membres, mais hiro continue toutefois à collaborer avec l'autre chanteuse de SPEED, Eriko Imai, d'abord dans le cadre de l'émission télévisée musicale Utage dont elles sont des participantes régulières depuis 2014, puis en formant en 2015 leur propre duo officiel Erihiro.

## Discographie en solo

### Chanson
- 1998 : Mitsumeteitai (見つめていたい?) (titre du single de SPEED All My True Love ; publié sur l'album Brilliant)

### Coco d'Or
Albums

## DVD
- 2001.04.18 : BRILLIANT ON FILMS
- 2003.03.19 : Naked and True Clips
- 2006.02.01 : hiro CLIP COLLECTION (寛 クリップ・コレクション)

## Portfolio
- 2002.04.07 : hiroko shimabukuro days

## Filmographie
- 1998 : Andromedia
- 2006 : Backdancers!

## Liens
- (ja) Site officiel d'hiro
- (ja) Site officiel de Coco d'Or
- (ja) Blog officiel d'hiro